# Roio del Sangro
Roio del Sangro è un comune italiano di 100 abitanti della provincia di Chieti in Abruzzo, facente parte dell'unione dei comuni montani del Sangro. È tra i comuni meno popolati della provincia e della regione, ed è situato su di uno sperone di roccia ad 870 metri di altitudine.

## Storia
Il nucleo originario è ignoto, ma c'è qualcuno che ipotizza che la località Vicenne derivi il nome da vicus.
Un documento dattiloscritto parla di mura romane e di un tempio di Marte.
Varie ipotesi fantasiose popolari fanno derivare il nome dallo spagnolo rojo cioè rosso per via di una invasione di formiche rosse nel XVII secolo, oppure da rojo de sangre ovverosia rosso di sangue per via di un'invasione di briganti o altri popoli, documenti preesistenti attestano l'inattendibilità di queste, se si può dire, assurde ipotesi.
In alcuni documenti (del 1595) viene chiamata come Royo, nome con cui viene citato per la prima volta nel 1309, nome derivante da Rodium, derivante forse da Podium, infatti in taluni documenti viene chiamato Podium cum Rogitello, poi diventato Rodium cum Rogitello (in altre parole Roio e il piccolo Roio che starebbe ad indicare che nella zona vi erano 2 centri abitati con lo stesso nome).

## Monumenti e luoghi d'interesse
- La chiesa di Santa Maria Maggiore con interno barocco e sopra l'altare vi è una lunetta con un affresco rappresentante la Madonna fra santi. Nell'interno vi è sepolto il feudatario Giulio Caracciolo.

La chiesa attuale presumibilmente sia stata frutto di una ricostruzione di una chiesa dedicata a Sant'Angelo e San Giovanni di Rodi o di un ampliamendo dell'Ottocento, mancano dati certi, tuttavia, su un architrave del portale laterale vi è una data: 1832. L'esterno è stato intonacato di recente, eccetto la parte della navata che dà sulla piazza. L'interno è basilicale a 3 navate ed abside quadrata. L'architrave forma un intradosso. Il campanile si trova in fondo alla navata. Vi è un quadro di Ferdinando Palmerio di Guardiagrele risalente al 1864 e raffigurante l'Assunta fra angeli e santi.
- La chiesa di San Nicola di Bari, risalente al Cinquecento, ma una data iscritta sul portale indica come data il 1790, ma nessun elemento conservato può definire con certezza l'epoca reale di costruzione ed aggiunte successive[8], in stile romanico-rurale.

L'interno è a navata unica con abside rettangolare. Attualmente ne restano ruderi del perimetro della chiesa. Comunque doveva essere un edificio di piccole dimensioni realizzato in ciottoli spaccati e in bozze di pietra irregolari. Il coronamento non è identificabile dalle poche tracce. Dai muri, forse un tempo intonacati, spicca il portale dagli stipiti in pietra addossato a paraste doriche a struttura rettangolare che sorreggono una trabeazione ad arco a sesto ribassato. Sopra vi sono delle volute ed una modanatura mistilinea che incorniciano un'iscrizione dedicatoria.

## Società

### Evoluzione demografica
Abitanti censiti

### Tradizioni
Per la sua lunga tradizione culinaria è considerato patria dei cuochi.
All'entrata del paese è infatti presente un monumento dedicato al cuoco.
Altre tradizioni importanti sono rappresentate dalle feste e sagre estive che attraggono nel paese numerose persone da tutta Italia vista la loro discendenza con il paesino. È noto infatti come l'emigrazione dei numerosi e ottimi cuochi provenienti da Roio in tutto il mondo abbia formato una grande comunità che ama ritrovarsi nei periodi festivi.
Le feste principali sono le processioni di San Filippo Neri e San Rocco il 12 e il 13 di agosto, la tradizionale processione del venerdì santo.

## Amministrazione
| Periodo        | Periodo        | Primo cittadino         | Partito                                                   | Carica  | Note          |
| -------------- | -------------- | ----------------------- | --------------------------------------------------------- | ------- | ------------- |
| 6 giugno 1993  | 26 maggio 2002 | Sabatino Mario Di Carlo | Democrazia Cristiana (1993-1997) Lista Civica (1997-2001) | Sindaco | [ 10 ] [ 11 ] |
| 27 maggio 2002 | 6 maggio 2012  | Giuseppe Cavorso        | Lista Civica                                              | Sindaco | [ 12 ] [ 13 ] |
| 7 maggio 2012  | in carica      | Sabatino Ramondelli     | Movimento per le Autonomie                                | Sindaco | [ 1 ]         |